# Jean Cabassut
Jean Cabassut, né à Aix-en-Provence en 1604 et mort le 25 septembre 1685 est un prêtre oratorien et théologien.

## Biographie
Il  entre à l'Oratoire à l'âge de vingt et un ans.  
Il enseigne le droit canonique à Avignon depuis quelque temps, lorsque le cardinal Grimaldi, archevêque d'Aix, le prend pour compagnon à Rome durant dix huit mois.
De retour à Aix, où il passe le reste de sa vie, il devient un écrivain reconnu sur les questions d'histoire ecclésiastique, du droit canon et de théologie morale.

## Œuvres principales
- Notitia conciliorum sanctae ecclesiae : in qua elucidantur exactissimè tum sacri canones, tum veteres nouíque ecclesiae ritus, tum praecipuae partes ecclesiasticae historiae 1668[2]
- Juris canonici theoria et praxis : ad forum tam sacramentale, quam contentiosum, tum ecclesiasticum, tum seculare : opus exactum non solum ad normam juris communis & romani, sed etiam juris francici 1678[3]